# 中島公園駅
中島公園駅（なかじまこうえんえき）は、北海道札幌市中央区南9条西4丁目にある、札幌市営地下鉄南北線の駅。駅番号はN09。

## 歴史
- 1971年（昭和46年）12月16日：北24条駅 - 真駒内駅開業に伴い、設置
- 2009年（平成21年）3月31日：南改札口・3番出入口の供用開始
- 2012年（平成24年）11月6日：可動式ホーム柵が稼働開始[1]

## 駅構造
地下2階に2面2線の相対式ホームがある。ホームは若干カーブしている。地下1階は1・2番出入口を有する北側と、3番出口の南側に分かれており、それぞれにコンコース・自動券売機・自動改札機（全通路SAPICA対応）・自動精算機・係員の配置（南側は早朝など一部時間帯は無配置）がある。トイレは北側が改札の内側（身障者対応トイレは改札外）に、南側は改札の外側にある。
2007年4月にエレベータが完成し、それに伴い改札口が2ヶ所増設された。ただその2ヶ所の改札口は互いにつながっていないので、エレベータのみを使ってのホーム間の移動はできない。また、地下1階に身障者対応トイレも設置されている。地上へのエレベーターは1番出入口の横にある。
2009年3月には南側に中島公園方面への新出入口として、3番出入口が供用開始された。3番出入口はすべての段差にエスカレータが設置されているがエレベーターは未設置である。

### のりば
| ホーム | 路線   | 行先                     |
| ------ | ------ | ------------------------ |
| 1      | 南北線 | 平岸・真駒内方面         |
| 2      | 南北線 | 大通・さっぽろ・麻生方面 |

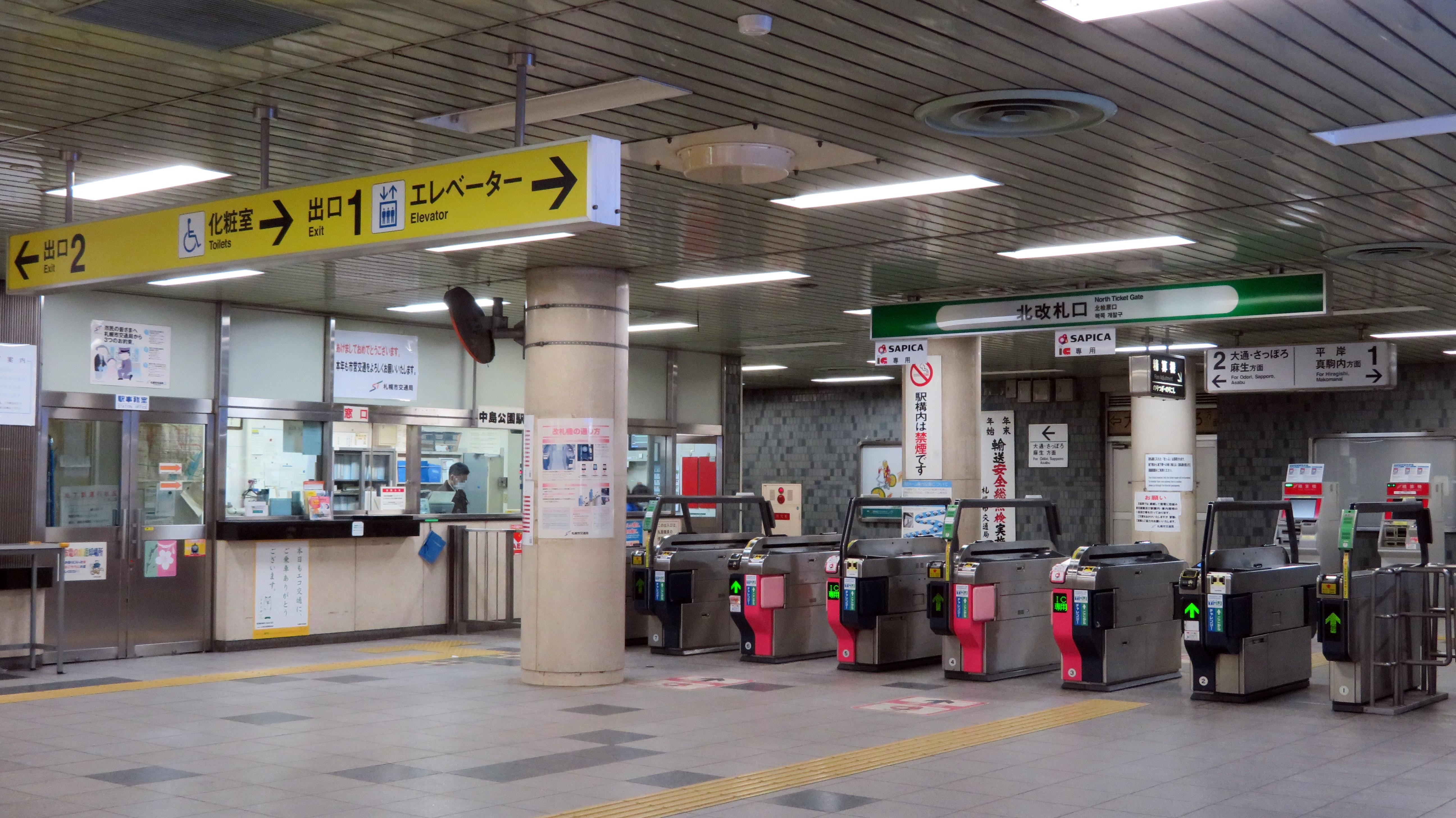
北改札口
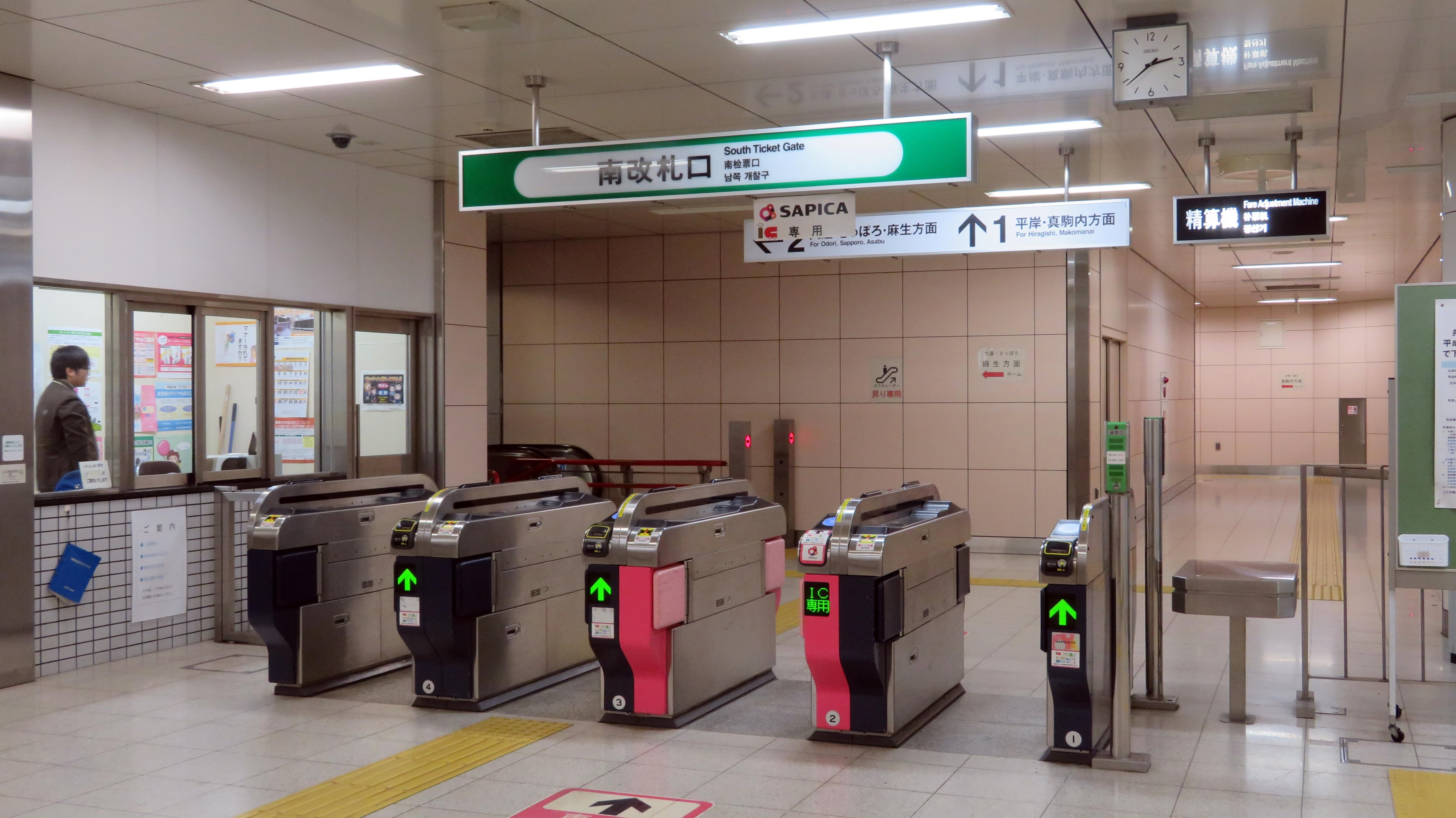
南改札口
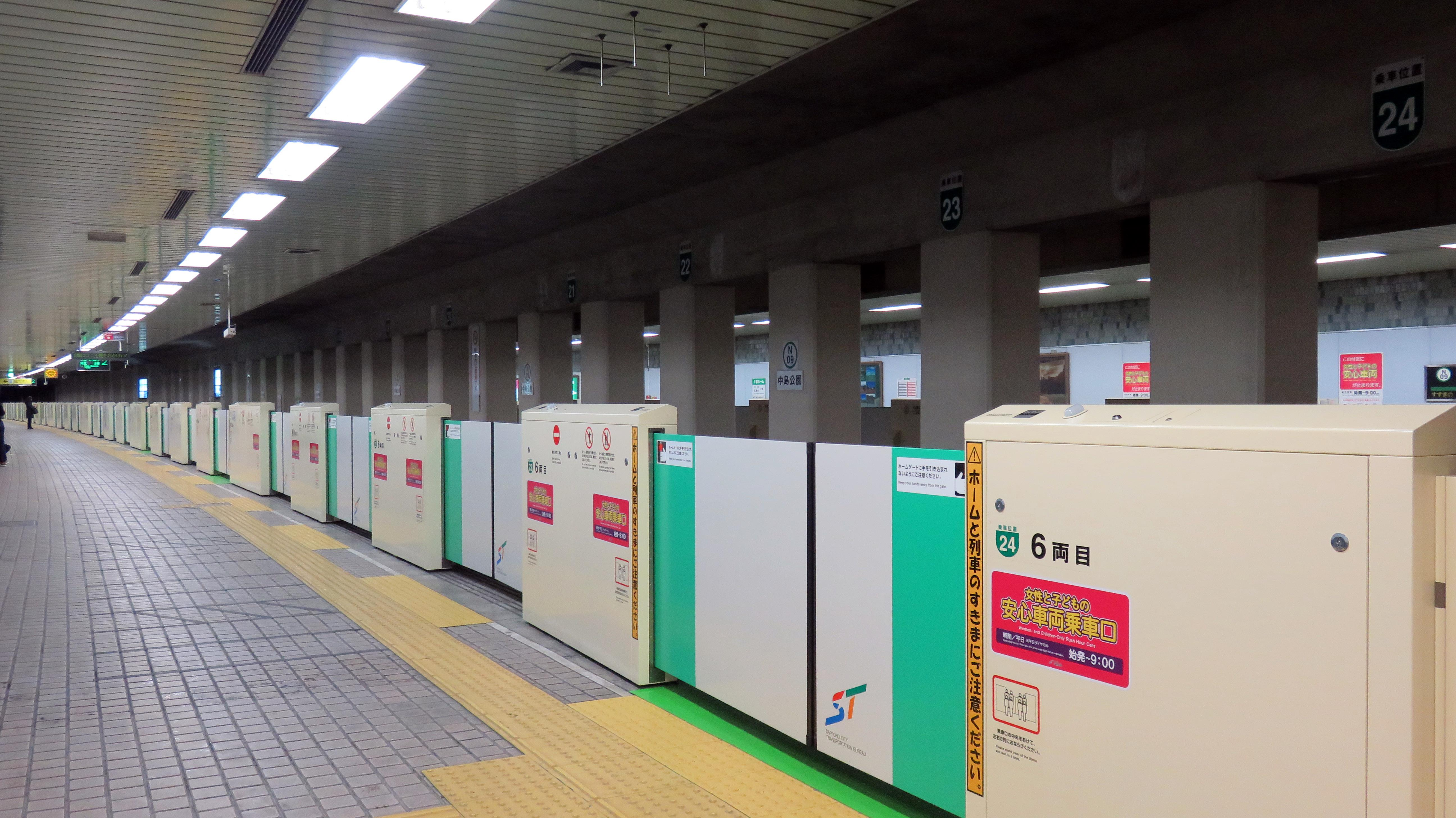
ホーム
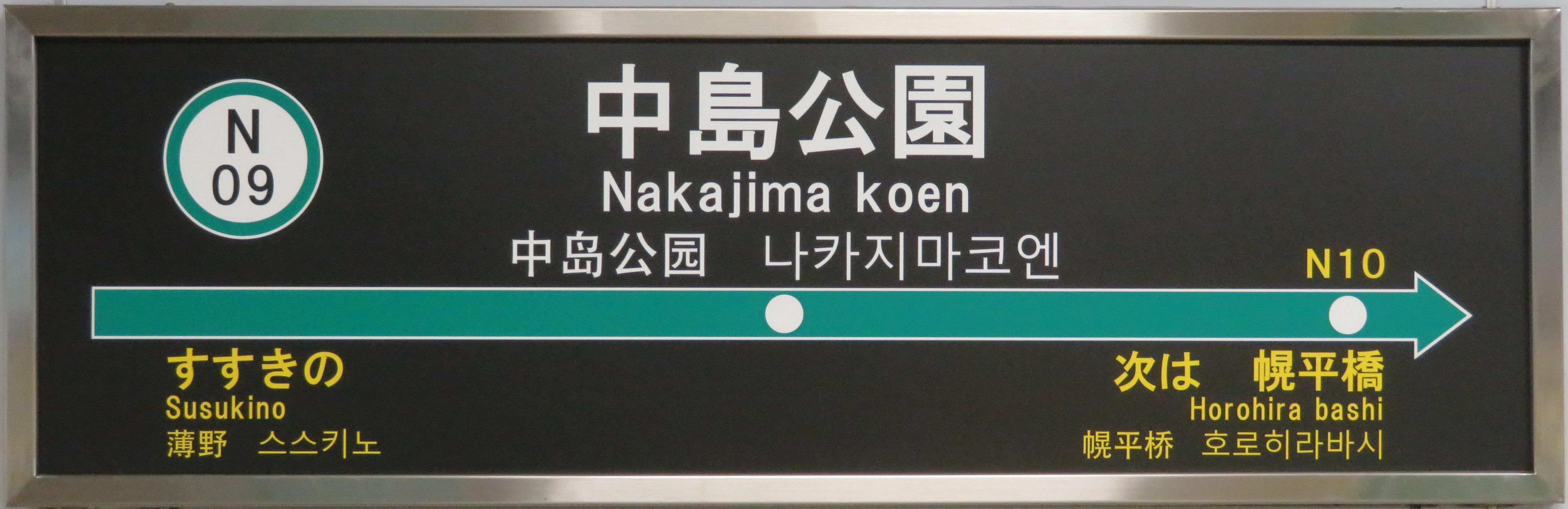
駅名標

## 利用状況
札幌市交通局によると、2022年度の1日平均乗車人員は8,216人であった。
近年の1日平均乗車人員の推移は以下のとおりである。
| 年度   | 1日平均 乗車人員 | 出典  |
| ------ | ---------------- | ----- |
| 2003年 | 8,264            | [ 3 ] |
| 2004年 | 8,310            | [ 3 ] |
| 2005年 | 8,697            | [ 3 ] |
| 2006年 | 8,810            | [ 3 ] |
| 2007年 | 9,119            | [ 3 ] |
| 2008年 | 9,233            | [ 3 ] |
| 2009年 | 8,934            | [ 3 ] |
| 2010年 | 8,764            | [ 3 ] |
| 2011年 | 8,853            | [ 4 ] |
| 2012年 | 9,145            | [ 4 ] |
| 2013年 | 9,322            | [ 4 ] |
| 2014年 | 9,277            | [ 4 ] |
| 2015年 | 9,315            | [ 4 ] |
| 2016年 | 9,772            | [ 5 ] |
| 2017年 | 9,859            | [ 5 ] |
| 2018年 | 9,971            | [ 6 ] |
| 2019年 | 9,624            | [ 7 ] |
| 2020年 | 5,436            | [ 8 ] |
| 2021年 | 6,520            | [ 8 ] |
| 2022年 | 8,216            | [ 8 ] |

## 駅周辺
当駅は、札幌駅前通とその突き当たりにある中島公園の地下にある。当駅が公園の北の入口、幌平橋駅が公園の南の入口である。札幌駅前通と直交して菊水旭山公園通りが走る。駅のすぐ南は中島公園、北側は商店街及び業務街である。当駅から札幌駅にかけては札幌パークホテルに代表されるように、ビジネスホテルやシティホテルなど、宿泊施設が多い。
- 中央区豊水まちづくりセンター
- 南警察署南九条交番・中島交番
- 札幌南八条郵便局
- 北洋銀行東屯田支店
- 中島公園（詳細は当該項目参照）
  - 札幌市天文台
  - 札幌パークホテル
- Zepp Sapporo
- セイコーマート本社
- ラルズマート 中島公園店

## バス路線
2025年（令和7年）4月1日現在。路線詳細は事業者・営業所記事を参照。
「中島公園駅前」停留所
- ジェイ・アール北海道バス（琴似営業所）[9]
  - 山鼻線：啓明ターミナル
    - 循環啓55・循環啓65
    - 循環啓56
    - 循環啓66

「中島公園」停留所
- 北海道中央バス（月寒営業所）・北都交通[10]
  - D 新千歳空港連絡バス 新千歳空港

## その他
- 駅スタンプは中島公園駅のイニシャルNの中に豊平館が描かれている[11]。

## 隣の駅
札幌市交通局
 南北線
すすきの駅 (N08) - 中島公園駅 (N09) - 幌平橋駅 (N10)